# Лилль-Центр
Лилль-Центр (фр. Lille-Centre) — упраздненный кантон во Франции, регион Нор — Па-де-Кале, департамент Нор. Входил в состав округа Лилль.
В состав кантона входили центральные районы города Лилль.

## Политика
|  | Кандидат      | Партия                    | % голосов |
|  | ------------- | ------------------------- | --------- |
|  | Мартин Фийёль | Социалистическая партия   | 55,80     |
|  | Изабель Майё  | Союз за народное движение | 44,20     |